# Akiko Morigamiová
Akiko Morigamiová (japonsky 森上亜希子; narozená 12. ledna 1980, Ósaka) je bývalá japonská profesionální tenistka, hrající mezi lety 1998–2009. Ve své kariéře na okruhu WTA Tour vyhrála jeden turnaj ve dvouhře a jeden ve čtyřhře. V rámci okruhu ITF získala sedm titulů v singlu a tři v deblu.
Na žebříčku WTA byla nejvýše ve dvouhře klasifikována v srpnu 2005 na 41. místě a ve čtyřhře pak v červenci 2007 na 59. místě. Trénoval ji Billy Wilkinson.
Jediného singlového titulu na okruhu WTA dosáhla na ECM Prague Open 2007, když ve finále přehrála první nasazenou Francouzku Marion Bartoliovou 6–1, 6–3. Dvakrát si také zahrála finále dvouhry, pokaždé v Cincinnati, kde v boji o titul nestačila nejdříve v roce 2005 na Patty Schnyderovou a o dvě sezóny později také na Annu Čakvetadzeovou.
Na grandslamu French Open 2006 porazila v úvodním kole světovou trojku Naděždu Petrovovou.
Japonsko reprezentovala na Letních olympijských hrách 2004 v Athénách, kde ve dvouhře vypadla ve druhém kole se Světlanou Kuzněcovovou a ve čtyřhře pak s krajankou Saori Obataovou také ve druhém dějství nepřešly přes argentinský pár Paola Suárezová a Patricia Tarabiniová.
Po HP Japan Women's Open 2009 hraném v rodné Ósace, kde nepřešla přes druhé kolo, ukončila aktivní kariéru. V prvním kole zdolala kvalifikantku Anastasii Rodionovovovou 6–4, 4–6, 6–2 a ve druhém pak prohrála se Samanthou Stosurovou 1–6, 2–6. Jednalo se o její poslední profesionální zápas.

## Finálové účasti na turnajích WTA Tour
| Legenda                 |
| Turnaje Grand Slamu (0) |
| WTA Championships (0)   |
| Tier I (0)              |
| Tier II (0)             |
| Tier III (0–2 D; 1–1 Č) |
| Tier IV (1–0 D)         |

### Dvouhra

#### Vítězka
| Č. | Datum          | Turnaj       | Povrch | Finalistka        | Výsledek |
| -- | -------------- | ------------ | ------ | ----------------- | -------- |
| 1. | 7. května 2007 | Praha, Česko | antuka | Marion Bartoliová | 6–1, 6–3 |

#### Finalistka
| Č. | Datum             | Turnaj          | Povrch | Vítězka            | Výsledek |
| -- | ----------------- | --------------- | ------ | ------------------ | -------- |
| 1. | 18. července 2005 | Cincinnati, USA | tvrdý  | Patty Schnyderová  | 4–6, 0–6 |
| 2. | 16. července 2007 | Cincinnati, USA | tvrdý  | Anna Čakvetadzeová | 1–6, 3–6 |

### Čtyřhra

#### Vítězka
| Č. | Datum          | Turnaj       | Povrch | Spoluhráčka    | Finalistky                         | Výsledek |
| -- | -------------- | ------------ | ------ | -------------- | ---------------------------------- | -------- |
| 1. | 17. února 2003 | Memphis, USA | tvrdý  | Saori Obataová | Alina Židkovová Bryanne Stewartová | 6–1, 6–1 |

#### Finalistka
| Č. | Datum          | Turnaj       | Povrch | Spoluhráčka       | Vítězky                            | Výsledek         |
| -- | -------------- | ------------ | ------ | ----------------- | ---------------------------------- | ---------------- |
| 1. | 19. února 2007 | Memphis, USA | tvrdý  | Jarmila Gajdošová | Nicole Prattová Bryanne Stewartová | 5–7, 6–4, [5–10] |

## Finálové účasti na turnajích okruhu ITF

### Dvouhra

#### Vítězka (7)
| Č. | Datum             | Turnaj       | Povrch | Finalistka          | Výsledek      |
| -- | ----------------- | ------------ | ------ | ------------------- | ------------- |
| 1. | 12. března 2000   | Warrnambool  | tráva  | Mireille Dittmanová | 6–4, 5–7, 6–1 |
| 2. | 26. března 2000   | Wodonga      | tráva  | Mareze Joubertová   | 6–1, 6–1      |
| 3. | 14. října 2001    | Saga         | tráva  | Nana Mijagiová      | 6–4, 7–5      |
| 4. | 28. října 2001    | Home Hill    | tvrdý  | Mireille Dittmanová | 0–6, 6–4, 6–1 |
| 5. | 27. dubna 2003    | Dothan       | antuka | Milagros Sequeraová | 6–3, 6–4      |
| 6. | 6. června 2004    | Surbiton     | tráva  | Anna Čakvetadzeová  | 6–4, 1–6, 6–1 |
| 7. | 4. listopadu 2007 | Taoyuan City | tvrdý  | Yanina Wickmayerová | 6–4, 7–6(5)   |

### Čtyřhra

#### Vítězka
- 2006 – Prostějov
- 2002 – Lawrenceville
- 2001 – Tallinn

## Chronologie singlových výsledků na Grand Slamu

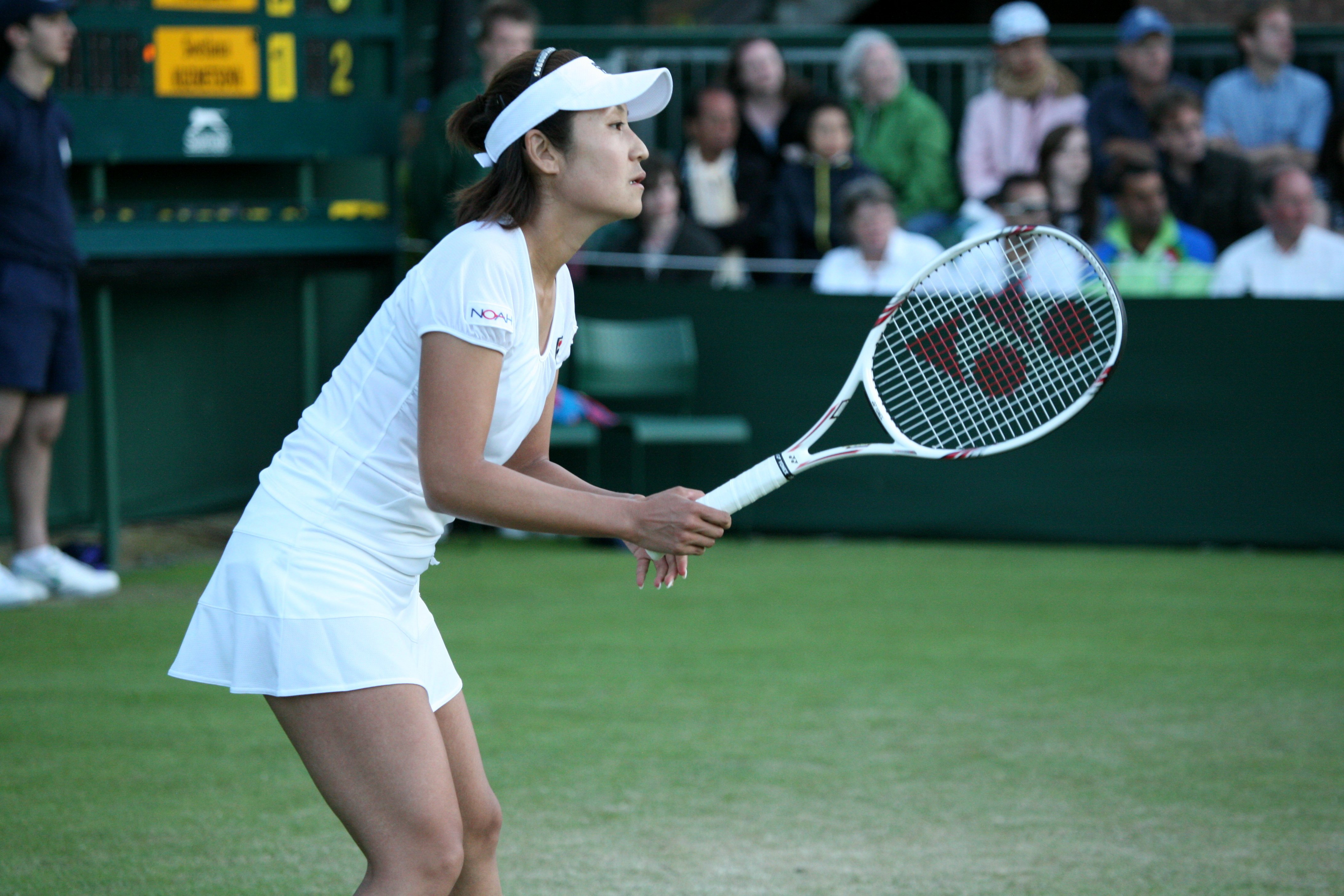
Morigamiová ve Wimbledonu 2009

| Turnaj                 | 2008    | 2007    | 2006    | 2005    | 2004    | 2003    | Tituly |
| ---------------------- | ------- | ------- | ------- | ------- | ------- | ------- | ------ |
| Australian Open        | 2. kolo | 2. kolo | 1. kolo | 1. kolo | 2. kolo | 2. kolo | 0      |
| French Open            | 1. kolo | 1. kolo | 2. kolo | 3. kolo | 1. kolo | 1. kolo | 0      |
| Wimbledon              |         | 3. kolo | 2. kolo | 1. kolo | 1. kolo | 3. kolo | 0      |
| US Open                |         | 1. kolo | 1. kolo | 1. kolo | 2. kolo | 1. kolo | 0      |
| WTA Tour Championships | —       | —       | —       | —       | —       | —       | 0      |

## Žebříček WTA

### Konečná kjlasifikace ve dvouhře
| Rok    | 1996 | 1997  | 1998   | 1999   | 2000   | 2001   | 2002   | 2003  | 2004  | 2005  | 2006  | 2007  | 2008   | 2009   |
| Pořadí | 553. | ▲ 393 | ▲ 285. | ▼ 294. | ▲ 266. | ▲ 197. | ▲ 134. | ▲ 63. | ▼ 68. | ▲ 48. | ▼ 85. | ▲ 50. | ▼ 250. | ▼ 404. |

### Konečná klasifikace ve čtyřhře
| Rok    | 2001 | 2002   | 2003  | 2004   | 2005   | 2006   | 2007  | 2008   | 2009   |
| Pořadí | 245  | ▼ 300. | ▲ 90. | ▼ 299. | ▲ 228. | ▲ 127. | ▲ 63. | ▼ 918. | ▲ 619. |